# 東九州
東九州（ひがしきゅうしゅう）指的是九州地方東部地區。一般包括九州山地東部的福岡縣東部、大分縣、宮崎縣和鹿兒島縣東部。一般不作為正式地理區分使用。但在公司行號和學校名上有時可見，有名的使用范例是東九州自動車道。

## 以東九州命名的企業・学校・道路等
- 東九州自動車道（連結福岡縣・大分縣・宮崎縣・鹿兒島縣的高速道路）
- 東九州新幹線（連結福岡縣・大分縣・宮崎縣・鹿兒島縣的新幹線計劃線路）
- 東九州コミュニティ放送（福岡縣築上郡築上町）
- 東九州龍谷高等学校（大分縣中津市）
- 東九州短期大學（大分縣中津市）
- ネッツトヨタ東九州（本社：大分県大分市）
- 東九州石油（本社：大分縣大分市、在大分縣和宮崎縣有105個店鋪）
- 三井造船株式會社東九州支店（大分縣大分市）
- 東九州駕校（宮崎縣延岡市）

## 關聯條目
- 中九州
- 北部九州
- 南九州

## 外部連結
- 東九州軸推進機構ホームページ （页面存档备份，存于）